# 58578 Žídek
58578 Žídek este un asteroid din centura principală, descoperit pe 24 septembrie 1997, de Lenka Šarounová.